# 오색딱따구리

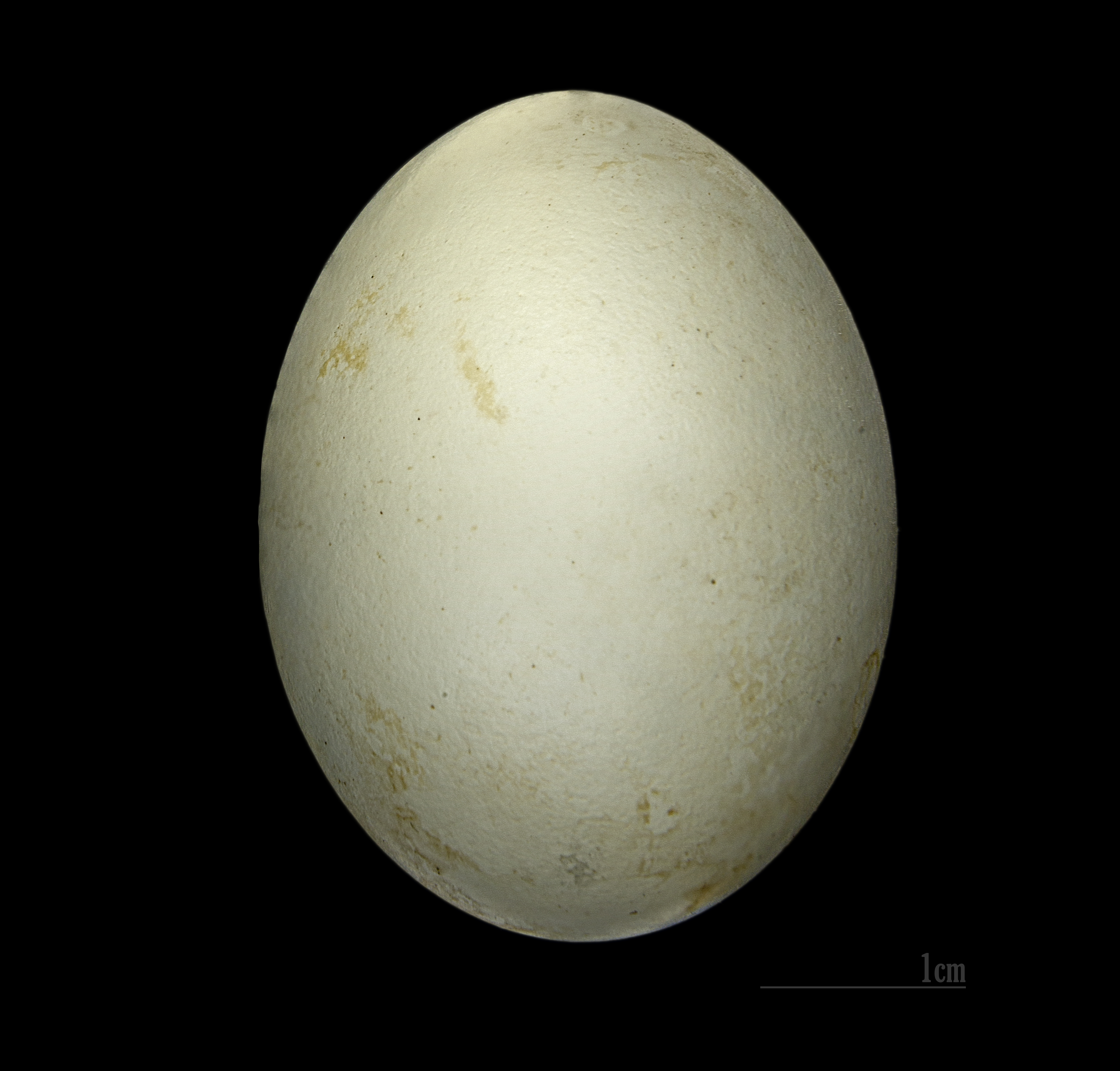
Dendrocopos major

오색딱따구리(영어: great spotted woodpecker, 학명: Dendrocopos major 덴드로코포스 마요르[*])는 딱따구리목 딱따구리과 오색딱따구리속에 속하는 새이다. 검은색, 붉은 색, 하얀색이 조화를 이룬 아름다운 몸빛이 특징이며, 암컷과 수컷 모두 몸빛이 같다. 먹이는 애벌레(유충), 거저리류,  곤충, 호두, 옻나무열매 등의 나무 열매이다. 다른 딱따구리와 마찬가지로 산림 훼손 등으로 살 곳이 줄어들어, 수가 줄어들었다. 서울시 보호 야생 생물 대상종이다.

## 같이 보기
- 쇠오색딱따구리